# Haplotrema vancouverense
Haplotrema vancouverense är en snäckart som först beskrevs av I. Lea 1839.  Haplotrema vancouverense ingår i släktet Haplotrema och familjen Haplotrematidae. Inga underarter finns listade i Catalogue of Life.